# Narcissi

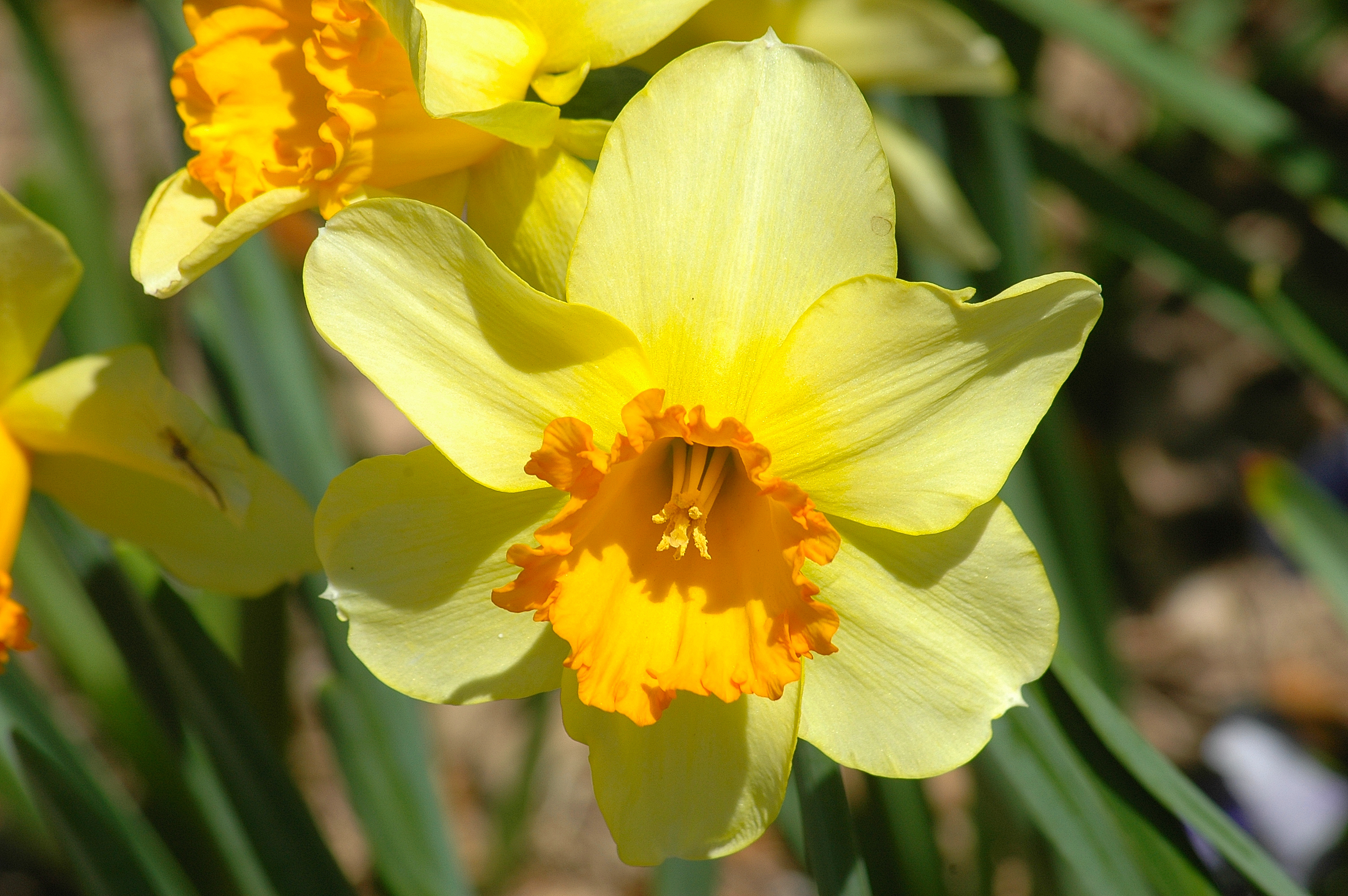
Narcissus

Narcissi, na classificação taxonômica de Jussieu (1789), é uma ordem botânica da classe Monocotyledones com estames perigínicos (quando os estames se inserem à volta do nível do ovário).
Apresenta os seguintes gêneros:
- Gethyllis, Bulbocodium, Hemerocallis, Crinum, Tulbagia, Haemanthus, Amaryllis, Pancratium, Narcissus, Leucoium, Galanthus, Hypoxis, Pontederia, Polianthes, Alstroemeria, Tacca.